# Koreai ásólúd

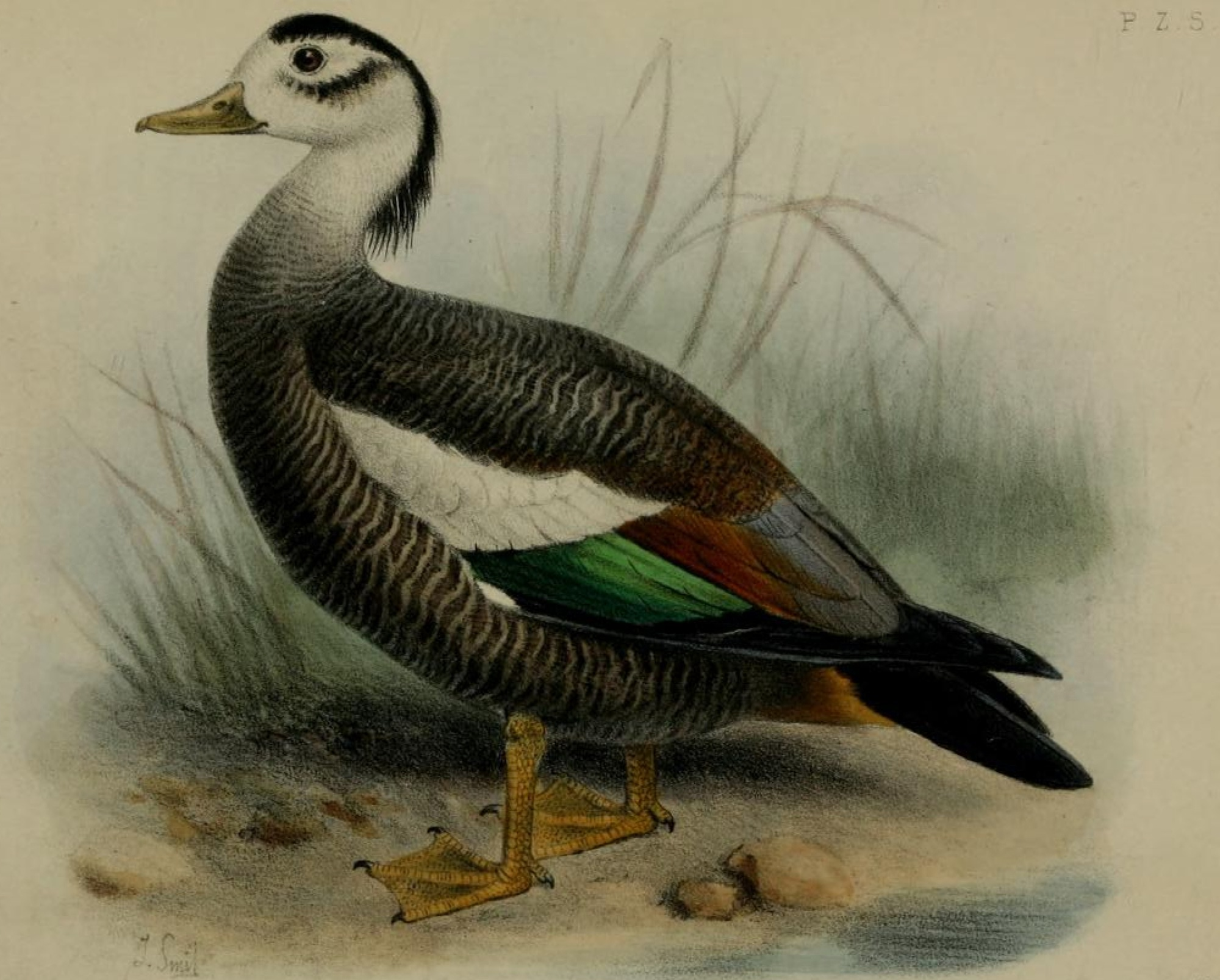

A koreai ásólúd (Tadorna cristata) a madarak osztályának a lúdalakúak (Anseriformes) rendjébe, ezen belül a récefélék (Anatidae) családjába tartozó faj.

## Előfordulása
Az Amur régióban, Mandzsúria, Dél-Korea területén és Hokkaidó szigetén (19. századi adat) él.
Ez a rendkívül vonzó, összetéveszthetetlen faj rendszeresen megjelent a kínai festményeken és faliszőnyegeken, csakúgy, mint az antik japán illusztrációkon már a 18. század eleje óta. Nyilvánvalóan akkoriban meglehetősen gyakori faj lehetett, de mire először feléje fordította a fejét a tudomány, már gyakorlatilag kihalt.
Az első példányt 1877-ben fogták be Vlagyivosztok közelében. Akkoriban úgy gondolták, hogy a sarlós réce (Anas falcata) és a vörös ásólúd (Tadorna ferruginea) természetes eredetű hibridjéről van szó.
Ezután 1913-ban gyűjtöttek egy párt Koreában és 1916-ban ugyanott még egy nőstényt. Az utolsó begyűjtött madár egy hím, melyet 1924 nyarán találtak ismét Koreában. Ezek a példányok ma a koppenhágai és a tokiói múzeum féltett ritkaságai.
1964. május 16-án orosz egyetemisták láttak három madarat, egy hímet és két nőstényt, melyek együtt üldögéltek egy csapat tarka récével (Histrionicus histrionicus) Bolshoi Pelis szigetén, délnyugatra Vlagyivosztoktól, a Rimszkij-Korszakov szigetvilágban. A madarak jellemző, háromszínű tollazata jól kivehető volt, és könnyen elkülöníthető volt a tarka récék ugyancsak jellegzetes külsejétől.
Szintén jelentős, hogy több példányt láttak ebből a madárból az észak-koreai Poucson-folyó torkolatánál 1971 márciusában.
A fajt utoljára 1985-ben látták.
Az 1980-as években a kínai természetvédelmi hatóságok jelentős pénzeket ígértek annak, aki a bizonyítékot tud felmutatni a faj életben maradására. A kiterjedt kutatások ellenére mindeddig nem bukkantak a faj több túlélőjére. A Természetvédelmi Világszövetség (IUCN) kihalástól veszélyeztetett fajként tartja nyilván, de a biológusok többsége szerint a faj valamikor az 1980-as években kihalt.

## Megjelenése
Teljes hossza 58 centiméter. Arca fehér, feje és nyaka szürke, a teste többi része vörös.
A többi ásólúdfajtól főleg bóbitája réven különbözik.
Hímje különösen feltűnő, háromszínű tollazatának köszönhetően.
Az álla és koronája, nyakának alsó része és hátának teteje, a melle, a farka és hosszú szárnytollai sötét, zöldesfényű szürkésfeketék, csakúgy mint hosszú, csak rá jellemző lekonyuló bóbitája és maszkszerű arcfoltja.
Ezekkel éles kontrasztban áll a szürke, finoman csíkozott tollazat a fején, nyakának felső, hátának alsó észén, testének alján;valamint vöröses színű oldala és válla.
A nőstény alapjában véve a hím kifakult másolatának tűnik azzal a megkülönböztető ráadással, hogy fehér karikák láthatóak a szeme körül.
Tollazatuk zöldes fémfényű, szárnyuk alsó fele fehér, evezőtollaik feketék.
Csőre és lába mindkét nemnél hússzínű.